# Rhodostrophia fuscata
Rhodostrophia fuscata là một loài bướm đêm trong họ Geometridae.